# Bandera de Chuquisaca y Sucre
La bandera de Chuquisaca es a su vez similar al de la ciudad de Sucre, capital constitucional del país boliviano, tiene su origen en el estandarte de la Real Audiencia de Charcas y de la virreinal Intendencia de Chuquisaca, que más adelante sirvió de inspiración para el diseño de la bandera del Departamento de Chuquisaca de la naciente República de Bolivia; el diseño actual consiste en una Cruz de San Andrés escarlata sobre fondo blanco, siendo representada en el estilo de Aspa de Borgoña y con la Corona real española en su versión medieval en el centro.
El año 2009, la ciudad de Sucre prescindió de su bandera original con la Cruz de Jerusalén escarlata con fondo blanco concedida por Carlos V en 1552 al crearse el Obispado,  junto con un escudo que sufrió todo tipo de alteraciones a lo largo del tiempo; este símbolo verxilológico fusionado oficialmente el año 2019 con el de la bandera departamental, en una actitud de las autoridades ediles sucrenses de aquel tiempo, esclarecida ambiguamente y carente de fundamentos históricos serios, dando a entender pretenciones de alterarlos.  

## Historia
El diseño de la bandera tiene su origen en el pendón de la Monarquía Hispánica con antecedentes en el Aspa de Borgoña o Cruz de San Andrés, adoptadas a través de la Real Audiencia de Charcas, antecedente jurídico-político y estatal de la actual Bolivia. La bandera fue adoptada por el departamento de Chuquisaca en la época republicana mediante el Decreto Prefectural del 30 de octubre de 1945. Los símbolos del departamento de Chuquisaca son generalmente enarbolados en fechas cívicas nacionales y ante todo en las efemérides departamentales del 25 de mayo y el 29 de septiembre, además de cualquier acto solemne nacional o regional fortuíto que pudiese acontecer en Chuquisaca. 
El escudo de la virreinal ciudad de La Plata fue descrito teniendo la cruz de Jerusalén, por lo que la republicana ciudad de Sucre conservó este diseño.
En 2019 la ciudad de Sucre aprobó la ley de Símbolos en donde se dejó de lado a la que lleva la Cruz de Jerusalén. En 2020 otra ley municipal que instruye el uso de la bandera con la Cruz de San Andrés o Aspa de Borgoña, armonizando así la bandera del departamento con la de la ciudad.

## Variantes

Bandera de Sucre con la Cruz de Jerusalén, oficial hasta el año 2019.